# 真之真石川流
真之真石川流（しんのしんいしかわりゅう）は、江戸時代から明治時代にかけての剣術流派。石川蔵人が創始した剣術で、柳生新陰流の末流とされる流派である。主に上野国南部から武蔵国児玉郡を中心に普及した流派で、常陸国や越後国等から学びに来る者もいた（大里郡にも当流は伝わっていた）。

## 概要
『真之真石川流 小林庄松源天宴 起請文』（小林新吉所蔵）によれば、流祖石川蔵人は柳生宗矩（原文は柳生但馬守）の門人となり、柳生派真々流（新陰流の事か）を学び、自氏の二字を加えて改名し、諸国修行の末、開いたものと伝えられている。伝承上、流祖が柳生宗矩と師弟関係にあり、同年代の人物と考えられる事から、17世紀に創始された剣術と考えられる。流祖の姓が源氏であった事から、歴代継承者の武号も源となっている。最盛期の門人数は、数千人規模であったと伝えられている。
4代目である庄松（源天宴）以降は北武蔵（現在の埼玉県北西部）の農民の間に静かに伝えられてきたが、当流の使い手である四方田幸作義次の身分は代官であり、6代目である黒沢政八の身分は武士である事から、必ずしも百姓剣術ではなかった。天保年間に黒沢政八によって建てられた真之真石川流の道場である真勇館における稽古風景が描かれた絵が残されているが、面胴の防具を身につけ、鍔つき竹刀を振る典型的な近世剣術である事が分かる。黒沢家は4代にわたって真勇館において門人を指導した。
奥山念流と同様、当流も失伝して現存しない剣術流派の一つである。上州八木沼村（現群馬県境町米岡）の俳人・千里軒一魚の日記中の句には、「山名八幡宮へ詣ける道すがら、本庄の駅にて人挙（こぞ）って石川流念流の術を争う（以下略）」とあり、奥山念流との他流試合が町中の人をわかせていたと記録されている（『上里町史 通史編 上巻』 1996年 p.943）。

## 継承者
- 流祖石川蔵人政春（源政春）：清和天皇の後裔八幡太郎源義家三代孫石川義基（武蔵守）の二十三代石川信濃守の三男。
- 2代井上齋宮（源光政）：水戸藩士
- 3代朝倉久馬（源恭良）：小幡藩士
- 4代小林庄松（源天宴）：百姓で、祖が本庄藩士
- 5代木村政右衛門（源濔豊）：七本木村
- 6代黒沢政八（源雅智）：嘉美村の武士・真勇館を建てる
- 7代黒沢熊次郎（源政一）
- 8代黒沢政衛（源孝清）
- 9代黒沢金作（源孝正）
- 10代横田喜市

黒沢家とは異なり、東富田村（現本庄市東富田）代官の四方田氏側の伝承者は8代（計3代）までで途絶えた。四方田氏側は奉額も残している（後述）。以下は四方田氏側の伝承者を記す。
- 5代木村政右衛門
- 6代四方田幸作（藤原義次）
- 7代四方田七郎（藤原弘継）：文武二道で和歌を好み、両道の門人千人におよぶ
- 8代四方田茂作（藤原義正）：明治16年に継承

## 奉額例
当流の奉額例として、天保10年（1839年）に四方田村（現本庄市四方田）の産泰神社（金鑚神社と合祀されている）と、弘化3年（1846年）に東富田村（現本庄市東富田）の冨田寺に奉額が行われている。

## 備考
- 流名に「柳生」や「陰」と言う名を冠していない事から、石川蔵人政春（石川氏24代）は柳生宗矩から流名にそれらの文字を用いる事を許可されなかった（正式に名乗る事を認可されなかった）のではないかと考えられる。
- 宗矩の新陰流は江戸柳生であり、すなわち分派である。さらに分派である石川流はその末流と言う事になる。
- 約300年続いた流派であるが、残されているのは伝書等に限られる。多くは、3代目と4代目、そして黒沢家が残したものである。
- 2代目、3代目、4代目、いずれの継承者の門人数も数千人と言う規模であったと伝えられているが、これは特定の藩内に伝承されず、幅広く普及した結果である。
- 9代目である黒沢金作の姿は絵として残されている（上里町のホームページ・文化を参照）。9代目の時点で髷を結わなくなっている事が分かる（絵には、表形上段ノ一と書かれている）。
- 伝書には、柳生新陰流の事を柳生派真々流としているが、真々流は石川流の別称でもあり、柳生流系統の真々流と言う意味が、後世になって、真々流＝柳生新陰流と解釈されたものとみられる（あるいは、当流における新陰流の別称が真々流と捉えられる）。
- 伝書では、政春自身が自らの氏を付け加えたとあるが、不明瞭な点も残る。

## 参考資料
- 『本庄市史 資料編』
- 『本庄市立歴史民俗資料館紀要』
- 山本邦夫著 『埼玉武芸帳 江戸から明治へ』 初版昭和56年 さきたま出版会